# Mumadona Dias
Mumadona Dias o Muniadomna Díaz fou Comtessa de Portugal en el segle x, governant conjuntament amb el seu marit fins a l'any 950 dC, i en solitari fins a l'any 968 dC. Celebrada, extremadament rica i la dona més poderosa del nord-oest de la península Ibèrica, ha estat commemorada per diverses ciutats portugueses.
Fou una de les tres filles del Comte Diego Fernandes i de la Comtessa Onega (o Onecca), els quals foren tutors del futur Rei Ramir II de Lleó. Entre els anys 915 i 920, ella es va casar amb el Comte Hermenegildo Gonçalves, rebent com a dot la Vil·la de Creximir. Hermenegildo va morir entre els anys 943 i 950, i Mumadona va governar el comtat sola després de la mort del seu marit. Ella va governar els grans territoris que posteriorment integrarien els comtats de Portugal i Coimbra. Va repartir els seus dominis entre els seus sis fills, al juliol de 950, donant a Gonzalo Menéndez el Comtat de Portugal. Entre els anys 950 i 951, amb inspiració divina, va fundar, a la seva propietat de Vimaranes, el Monestir de São Mamede o Monestir de Guimarães.

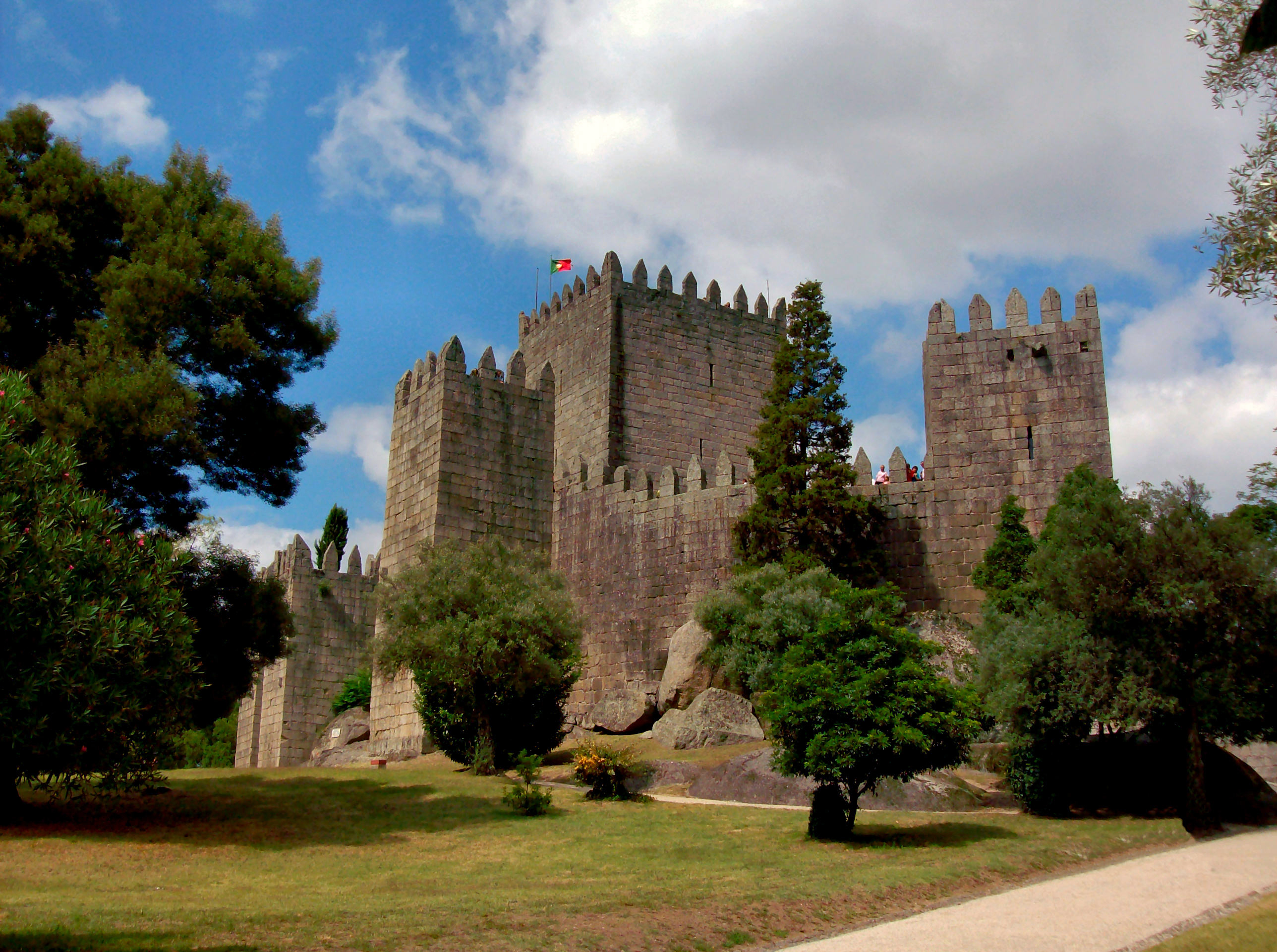
Castell de Guimarães, construït per Mumadona

Més tard, ella va professar els seus vots de monja allà. Per protegir el monestir i els seus habitants de les batudes dels vikings, va iniciar la construcció del Castell de Guimarães, al voltant del qual es va desenvolupar el burg de Guimarães. Finalment, el castell, va esdevenir la seu residencial dels Comtes de Portugal. El document testamentari en el qual fa donació de les seves propietats, bestiar, ingressos, llibres i objectes religiosos al Monestir de Guimarães data de l'any 959 dC.